# Aristide Leonori
Aristide Leonori (Roma, 28 luglio 1856 – Roma, 30 luglio 1928) è stato un ingegnere italiano.

## Biografia
Figlio di Rafael Leonori ed Anna Ianari, ricevette la sua prima istruzione grazie all'opera di un sacerdote, fino a quando non entrò nel Collegio Romano all'età di 8 anni. Nel 1875, all'età di diciannove anni si diplomò e cinque anni dopo si laureò in ingegneria edile. Intraprese una lunga attività di progettazione di edifici religiosi, che lo portarono non solo ad essere apprezzato a livello nazionale ma anche oltre oceano. 
Quando don Luigi Guanella decise di edificare la Basilica di San Giuseppe al Trionfale nell'omonimo quartiere romano, affidò la commessa al Leonori. La Basilica venne in seguito prescelta per celebrare il 50º anniversario del sacerdozio di Papa Pio X con una messa solenne alla cui funzione presenziò in qualità di assistente lo stesso architetto. Leonori progettò successivamente altre chiese sia in Italia che in tutto il mondo, in particolare in Nuova Zelanda, Inghilterra, Eire, Australia e USA.
Divenuto nel 1886 terziario francescano, si adoperò come benefattore. Nel 1933 venne avviata la causa di beatificazione.

## Opere

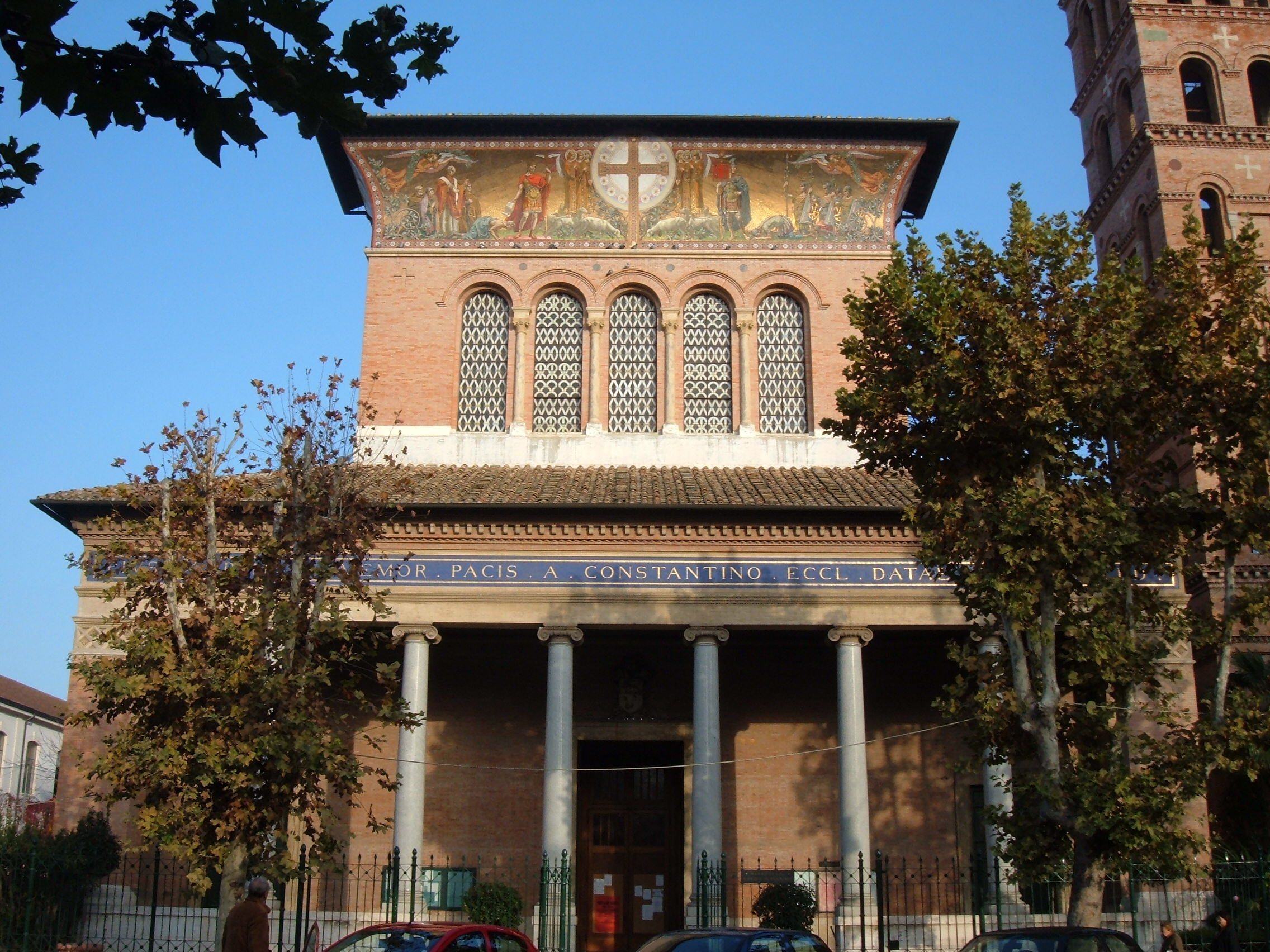
Basilica di Santa Croce a Via Flaminia in Roma

- Convento francescano di Terra Santa a Washington (1898)
- Convento francescano del Monte del Santo Sepolcro a Brookland, Washington (1898)
- Campanile della chiesa del Mousky al Cairo (1907)
- Chiesa di San Patrizio a Villa Ludovisi a Roma (1908)
- Chiesa di S. Giuseppe al Cairo (1904-09)
- Collegio St. Charles a Baltimora (1911-14)
- Basilica di San Giuseppe al Trionfale a Roma (1912)
- Cattedrale di S. Giuseppe di Buffalo, NY (1912-15: demolita)
- Basilica di Santa Croce a Via Flaminia a Roma (1913)
- Chiesa del Sacro Cuore di Gesù a Roma (1916)
- Chiesa del Santo Rosario a Washington, DC (1923)
- Chiesa dei Ss. Pietro e Paolo a Torit (1926-29)
- Campanile del Santuario della Beata Vergine del Rosario di Pompei (1925)
- Chiesa di Sant'Antonio di Padova (Terni) (1935)